# Ramularia echii
Ramularia echii Bondartsev – gatunek grzybów z klasy Dothideomycetes. Grzyb mikroskopijny, fitopatogen pasożytujący na żmijowcu zwyczajnym (Echium vulgare). Powoduje plamistość liści.

## Systematyka i nazewnictwo
Pozycja w klasyfikacji według Index Fungorum: Ramularia, Mycosphaerellaceae, Capnodiales, Dothideomycetidae, Dothideomycetes, Pezizomycotina, Ascomycota, Fungi.
Gatunek ten opisał Appollinaris Semenovich Bondartsev w 1921 r. Według Index Fungorum jest to takson niepewny. 

## Charakterystyka
Na liściach porażonych roślin powoduje powstawanie okrągławych, brązowych lub czarnobrązowych plam o średnicy 2–10 mm. Plamy te często zlewają się z sobą zajmując dużą część powierzchni liścia.
Endobiont, jego grzybnia jest zanurzona w tkankach rośliny. Konidiofory jedno lub dwukomórkowe, o wymiarach 11–25 × 2,3 μm. Konidia powstają pojedynczo. Są podłużnie cylindryczne, często z jednym końcem zaostrzonym, zazwyczaj jednokomórkowe, rzadziej dwukomórkowe, o wymiarach (12–) 16–53 × 1,5–2,3 μm.
Agata Wołczańska przytacza 10 stanowisk Ramularia echii w Polsce (niektóre podane dla synonimu Cylindrospora cylindroides). Monofag występujący tylko na żmijowcu zwyczajnym.

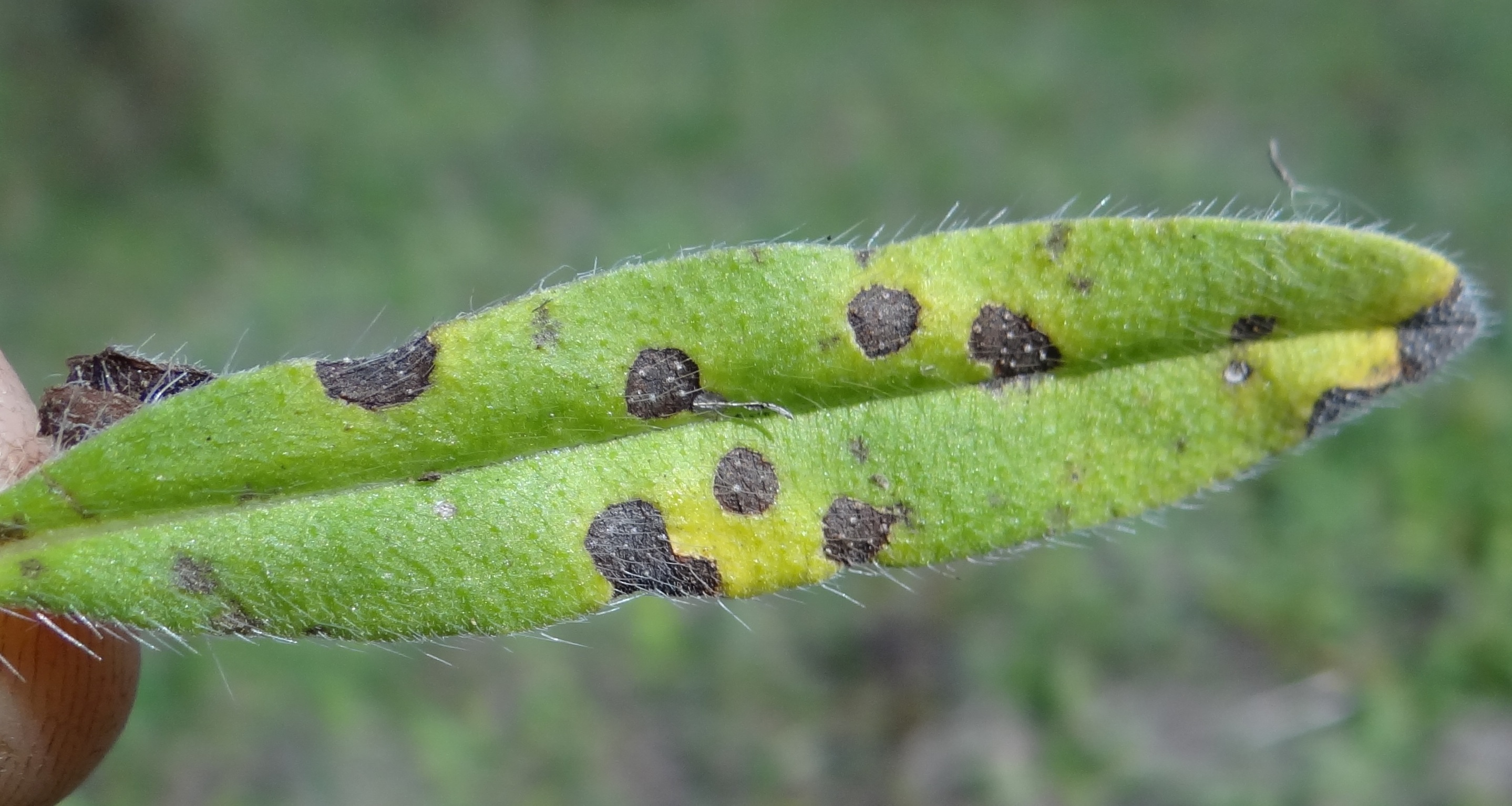
Plamy na górnej stronie liścia żmijowca zwyczajnego